# Mahamat Seïd Abba
Mahamat Seïd Abba (* 1935 in Yao; † Juni 2014 in N’Djamena) war ein tschadischer Politiker der Front de Libération Nationale du Tchad (FROLINAT), der unter anderem zwischen 1979 und 1982 Innenminister war.

## Leben
Mahamat Seïd Abba absolvierte nach dem Schulbesuch eine Ausbildung im öffentlichen Dienst in Frankreich und war nach seiner Rückkehr in verschiedenen Funktionen in der öffentlichen Verwaltung in Ati, Fada sowie der Präfektur Mayo-Kebbi. Er war zunächst militanter Anhänger der von Ahmed Koulamallah geführten Afrikanischen Sozialistischen Bewegung MSA (Mouvement Socialiste Africaine) und gehörte später zu den Mitgründern der Tschadischen Nationalunion UNT (Union Nationale Tchadienne) in der Provinz Kanem. Als Generalsekretär der neuen UNT von 1958 bis 1963 war er ein zeitgenössischer Verbündeter von Ibrahim Abatcha. 1963 wurde er wegen seiner politischen Basisaktivitäten gegen die Regierung inhaftiert, während Abatcha ins Ausland floh, wo er die Nationale Befreiungsfront des Tschad FROLINAT (Front de Libération Nationale du Tchad) gründete. Abba wiederum wurde zu einer 20-jährigen Freiheitsstrafe verurteilt. 1971 wurde er von Staatspräsident François Tombalbaye amnestiert und kooptiertes Mitglied von dessen Tschadischer Fortschrittspartei PPT (Parti Progressiste Tchadien). Zugleich wurde er als Vertreter der PTT Mitglied der Nationalversammlung.
Abba verschmähte jedoch diese leeren Ehrungen nach Tripolis in Libyen, wo er eine führende Aufgabe in der Exekutive der FROLINAT übernahm. Er wurde aber von Abba Siddick politisch beiseite geschoben, aber trotz seiner Meinungsverschiedenheiten mit Siddick dessen Stellvertreter als Vizepräsident des Revolutionsrates (Conseil de la Révolution). Er ging daraufhin in den Osten des Tschad, wo er während des Bürgerkrieges eine Gruppe von loyalen Anhängern in einem bewaffneten Kampf gegen N’Djamena zu führen. Nach dem Fall der Hauptstadt wurde er zur Teilnahme an den Friedensgesprächen in Kano eingeladen. Allerdings wurde ihm nicht sofort ein Amt in der im April 1979 von Lol Mohammed Chawa gebildeten Übergangsregierung der Nationalen Einheit GUNT (Gouvernement d’union nationale de transition) angeboten. Erst als er sich mit anderen ähnlich beleidigten Rebellen zur Gründung der Vorläufigen Gemeinsamen Aktionsfront FACP (Front d’Action Commune Provisoire)zusammenschloss, wurde er im November 1979 in die von Präsident Goukouni Oueddei gebildete neue Übergangsregierung der Nationalen Einheit berufen und übernahm dort das Amt des Innenministers. Der Sturz von Goukouni Oueddei durch den Vorsitzenden des Führenden Rates der Streitkräfte des Nordens Hissène Habré am 7. Juni 1982 führte dazu, dass er ins selbstgewählte Exil in den Sudan ging. Dort trat er der von Moussa Medela geleiteten pro-sudanesischen Volksbefreiung für die Befreiung des Tschad MPLT (Mouvement Populaire pour la Libération du Tchad) und engagierte sich zugleich in der Exil-Regierung zur Nationalen Gesundung GSN (Gouvernement du Salut National) von Oueddei. Daneben nahm er mit mehreren hundert Kämpfern an der bewaffneten Offensive der GUNT auf Faya-Largeau teil und gehörte zu der Gruppe, die sich bis 1985 bei der GUNT von Oueddei befand. Zu dieser Zeit versammelte er sich mit den meisten Kämpfern bei N’Djamena. Die Reste der im Sudan zurückgebliebenen Kämpfer schlossen sich 1989 der von Idriss Déby angeführten Rebellion an, während andere Teile dieser Gruppe erst nach dem Sieg von Déby am 2. Dezember 1990 nach N’Djamena zurückkamen. Schließlich verblieb eine weitere Splittergruppe der Kämpfer Mitte der 1990er Jahre in Opposition zu Déby, der am 4. Dezember 1990 zunächst Präsident des Staatsrates und daraufhin am 4. März 1991 Staatspräsident wurde.
Als Mahamat Seïd Abba im Juni 2014 in N’Djamena verstarb, behaupteten einige seiner Anhänger, dass er einem Mord oder Anschlag der Regierung zum Opfer gefallen sei.